# (34108) 2000 PN23
2000 PN23 (asteroide 34108) é um asteroide da cintura principal. Possui uma excentricidade de 0.24814430 e uma inclinação de 1.22081º.
Este asteroide foi descoberto no dia 2 de agosto de 2000 por LINEAR em Socorro.